# Russula laeta
Russula laeta Jul. Schäff., Russula-Monographie Romagnesis (Eching): 162 (1952).

## Descrizione della specie
Cappello
4–8 cm di diametro, emisferico, depresso al centro
cuticolaseparabile per 1/3, vischiosa, brillante con tempo umido, colore rosa-carnicino a rosso-porpora, più scuro al centro
margineinvoluto, regolare, leggermente scanalato a maturità
Lamelle
Abbastanza fitte, uguali, anastomosate, arrotondate o adnate al gambo, fragili, di colore crema-biancastro, poi gialline.
Gambo
Cilindrico, regolare, svasato all'apice, leggermente attenuato alla base, sodo, poi spugnoso, bianco, bianco-grigiastro in vecchiaia.
Carne
Spessa, tenace, bianca, immutabile.
- Odore: debole fruttato o di legno misto a geranio.
- Sapore: dolce.

Spore
Ovoidali, con verruche amiloidi, isolate, 6,5-9 x 5,5-7 µm.

## Habitat
Cresce in boschi asciutti di latifoglie, su terreno calcareo, prediligendo querce e castagni

## Commestibilità
Commestibile.

## Etimologia
Dal latino laetus = rigoglioso.

## Sinonimi e binomi obsoleti
- Russula borealis sensu Romagnesi [Les Russules p. 824 (1967)]; fide Checklist of Basidiomycota of Great Britain and Ireland (2005)